# Hadena albolimbata
Hadena albolimbata är en fjärilsart som beskrevs av Köhler 1947. Hadena albolimbata ingår i släktet Hadena och familjen nattflyn. Inga underarter finns listade i Catalogue of Life.